# Altwied

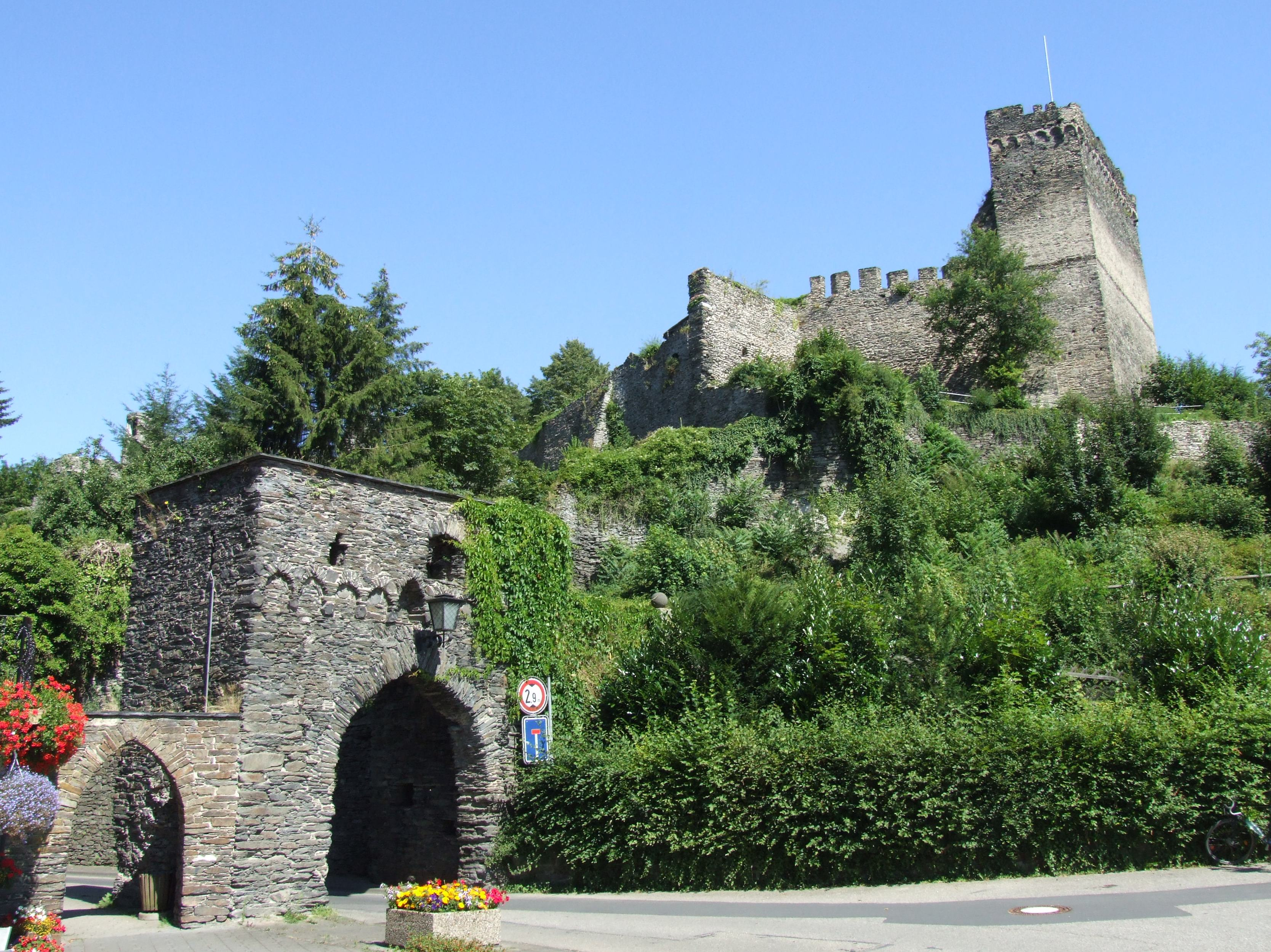
Ruine der Burg Altwied und Ortseingang mit dem Haupttor

Altwied ist der kleinste Stadtteil von Neuwied in Rheinland-Pfalz. Bis zur Eingemeindung in die Stadt Neuwied am 7. November 1970 war Altwied eine eigenständige Ortsgemeinde.

## Lage
Altwied liegt im Norden der Stadt Neuwied im Wiedtal. Über dem alten Ortskern liegt die Ruine der Burg Altwied, der Stammsitz der Grafen zu Wied. Nordöstlich grenzt der Stadtteil an die Ortsgemeinde Melsbach, im Süden liegt der Neuwieder Stadtteil Niederbieber, nordwestlich liegt die Ortsgemeinde Datzeroth. Altwied liegt im Naturpark Rhein-Westerwald.
Zu Altwied gehören auch die Siedlung Kümmelberg sowie die Wohnplätze Laubachsmühle und Meinhof.

## Geschichte
Es ist anzunehmen, dass zur Zeit der Errichtung der Burg Wied (vor 1129) durch Metfried von Wied der Talkessel am Fuße des Burgfelsens nahezu siedlungsfrei war. Nach dem Bau der Burg bildete sich in der Talaue unterhalb der Burg seit dem 12. Jahrhundert eine bäuerlich-bürgerliche Talsiedlung. Im Schutz der Burg siedelten bald Handwerker, aber auch Bedienstete der Burg. Das Dorf wird erstmals im Jahre 1275 urkundlich erwähnt.
Im Zuge der weiteren Befestigung der Burg wurde der Burgflecken in das Befestigungssystem mit einbezogen. Die Mauer hatte eine Gesamtlänge von 500 m, die Mauerhöhe betrug 4 bis 5 m, im Osten erreichte die Mauer 8 m und war mit Wehrgang, Zinnen und Bogenfries versehen. Die Mauer war verstärkt durch vier quadratische Türme, drei Rundtürme und drei Tortürme: Das Mühlentor im Norden, das Judentor im Süden und das Haupttor („Ahl Porz“ = „Alte Pforte“) im Osten, welches den Zugang zu Ort und Burg bildete. Im Jahre 1470 wird erstmals die innerhalb des Marktfleckens stehende St.-Antonius-Kapelle urkundlich erwähnt.
In den Urkunden über den Marktflecken Altwied taucht ab dem 14. Jahrhundert häufig der Begriff „Burgfrieden“ auf. Die Menschen innerhalb des Burgfriedens waren dem besonderen Schutz des Grafen anvertraut und genossen besondere Rechte, so die Befreiung von Frondiensten, bestimmten Steuern und Einquartierungen, Recht auf eine Bürgerwache, eigene Flurschützen und anderes mehr. Die Rechte und Pflichten der Bürger sowie des Grafen wurden in einem Vertrag geregelt. Mit der Gründung des wenige Kilometer südlich, direkt am Rhein gelegenen Neuwied im Jahr 1653 verlor Altwied seine Funktion als Hauptresidenz des Grafenhauses.
Gegen Ende des Zweiten Weltkriegs lag Altwied ab dem 13. März 1945 unter amerikanischen Artilleriefeuer bis Soldaten der US-Armee am 23. März 1945 in Altwied einrückten. Etwa 15 Soldaten der Wehrmacht, welche sich auf der Burg Altwied verschanzt hatten, leisteten nur kurzen Widerstand, bevor sie sich den US-Streitkräften ergaben.
1975 errang Altwied im achten Bundeswettbewerb „Unser Dorf soll schöner werden“ als einer der 31 Sieger unter fast 5000 Konkurrenten die Silberplakette und darf sich seitdem offiziell zu den schönsten Orten Deutschlands zählen.

## Gemeinde Altwied
Die zuvor eigenständige Gemeinde Altwied gehörte bis zur Eingemeindung in die Stadt Neuwied zur Verbandsgemeinde Niederbieber-Segendorf. Mitte der 1960er Jahre begann die rheinland-pfälzische Gebiets- und Verwaltungsreform. Dabei wurde durch das „Achte Landesgesetz über die Verwaltungsvereinfachung im Lande Rheinland-Pfalz“ vom 28. Juli 1970, das am 7. November 1970 in Kraft trat, die Verbandsgemeinde Niederbieber-Segendorf aufgelöst und die Gemeinde Altwied der neuen Stadt Neuwied zugeordnet. Mit Beschluss des Stadtrats Neuwied vom 22. Januar 1971 wurde Altwied ein Stadtteil, der durch einen Ortsbeirat und einen Ortsvorsteher vertreten wird.

## Politik

### Ortsbeirat
Der Ortsbeirat in Altwied besteht aus 4 Ratsmitgliedern, die bei der Kommunalwahl am 9. Juni 2024 in einer Mehrheitswahl gewählt wurden, da nur ein Wahlvorschlag eingereicht hatte, und der ehrenamtlichen Ortsvorsteherin als Vorsitzender. Bis zur Wahl 2019 wurde der Ortsbeirat in einer personalisierten Verhältniswahl gewählt, da jeweils zwei Wahlvorschläge eingereicht wurden.
Die Sitzverteilung im Ortsbeirat:
| Wahl | SPD               | CDU               | FWG               | WGP               | WGS               | Gesamt  |
| ---- | ----------------- | ----------------- | ----------------- | ----------------- | ----------------- | ------- |
| 2024 | per Mehrheitswahl | per Mehrheitswahl | per Mehrheitswahl | per Mehrheitswahl | per Mehrheitswahl | 4 Sitze |
| 2019 | –                 | –                 | 3                 | 1                 | –                 | 4 Sitze |
| 2014 | 1                 | –                 | 3                 | –                 | –                 | 4 Sitze |
| 2009 | –                 | –                 | 1                 | –                 | 3                 | 4 Sitze |

- FWG = Freie Wählergruppe Altwied e. V.
- WGP = Wählergruppe Prieß e. V.
- WGS = Wählergruppe Strubel e. V.

### Ortsvorsteher
Christine Seelbach-Neuer (CDU) wurde am 26. August 2024 Ortsvorsteherin von Altwied. Bei der Direktwahl am 9. Juni 2024 war sie als einzige Bewerberin mit 78,0 % für fünf Jahre gewählt worden.
Seelbachs Vorgänger waren Liane Herbst (FWG, Ortsvorsteherin 2014–2024) und Dietrich Rühle (FDP, Ortsvorsteher 2001–2014).

### Wappen
Das Wappen der ehemaligen Gemeinde Altwied zeigt im Schildhaupt einen Burgturm mit ruinösem Zinnenkranz, der die Ruine der Burg Altwied, der Stammburg der wiedischen Grafen, darstellt und im Schildfuß einen Wellenbalken, der die Wied symbolisiert.

## Sehenswürdigkeiten
- Siehe auch Liste der Kulturdenkmäler in Neuwied

Neben der Burgruine und dem Haupttor der Wehrmauer zählt der erhaltene Teil der Ostmauer mit zwei Türmen zu den Sehenswürdigkeiten aus dem Befestigungssystem. Im Ortskern steht die im Jahr 1357 erstmals erwähnte St.-Antonius-Kapelle, ein spätgotischer Bruchsteinbau, die heutige evangelische Pfarrkirche. Sie war zeitweise Grablege der Grafen zu Wied. Im Chor sind spätgotische Fresken zu sehen, die Holzdecke des Langhauses ist mit Rankenmustern ausgemalt. In die Chorwände und an den Außenmauern sind eiserne und steinerne Grabplatten eingelassen, welche in den 1920er Jahren aufgefunden wurden. Weiterhin stehen im Ort einige Fachwerkhäuser aus dem 17. und 18. Jahrhundert. Oberhalb des Ortskerns befindet sich eines der ältesten Wasserkraftwerke Deutschlands.

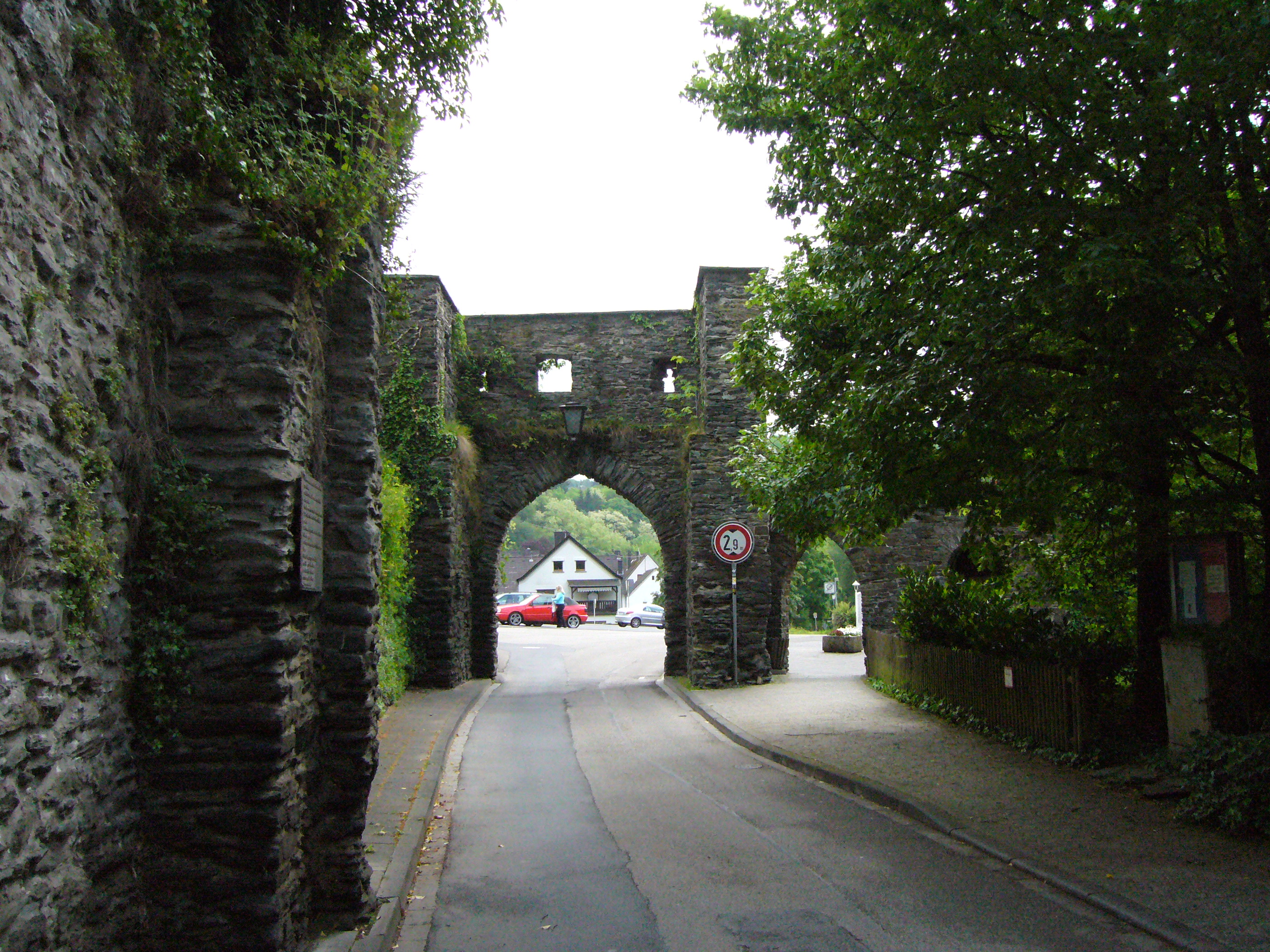
Die „Ahl Porz“ (alte Pforte)
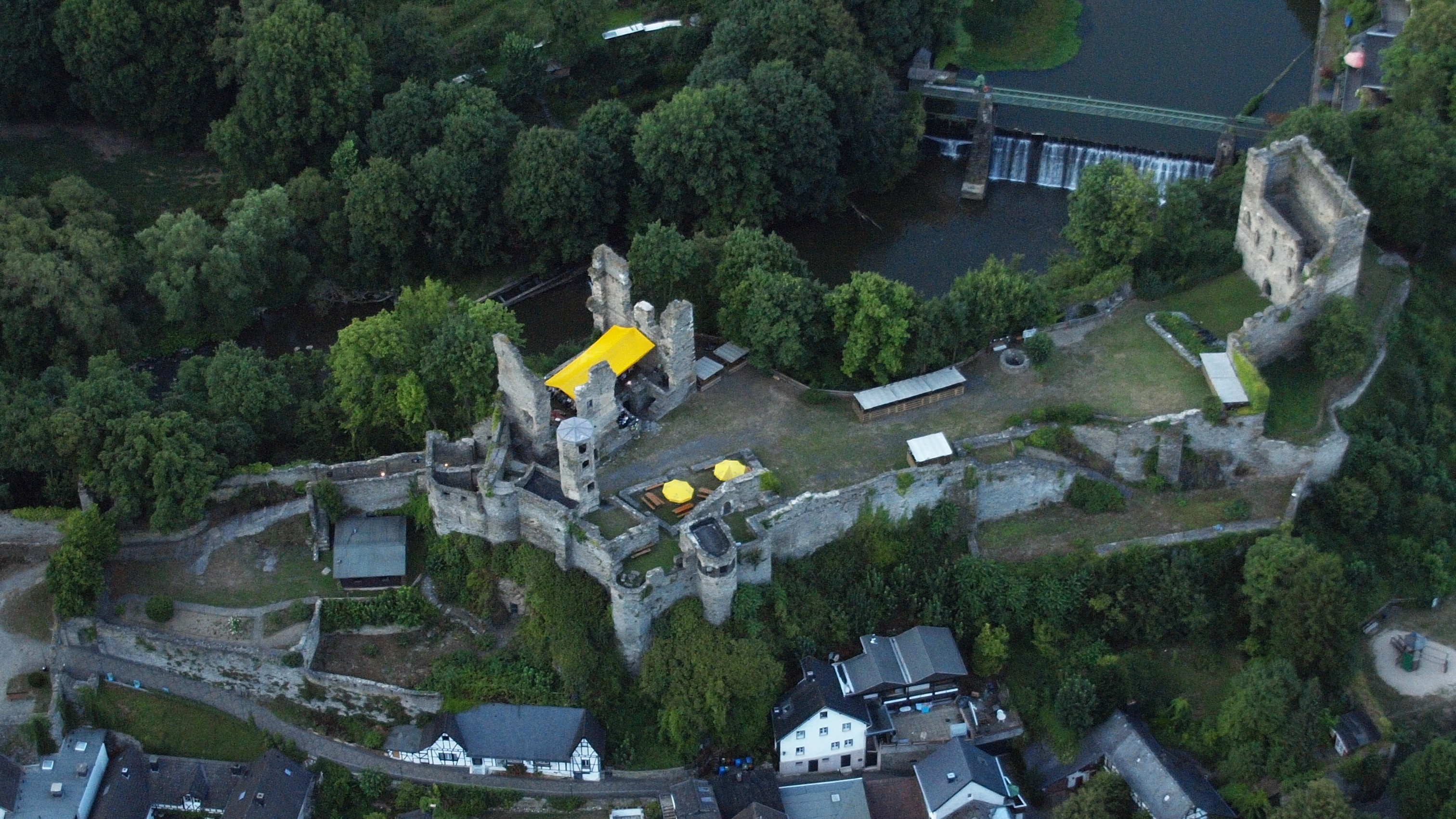
Burg Altwied
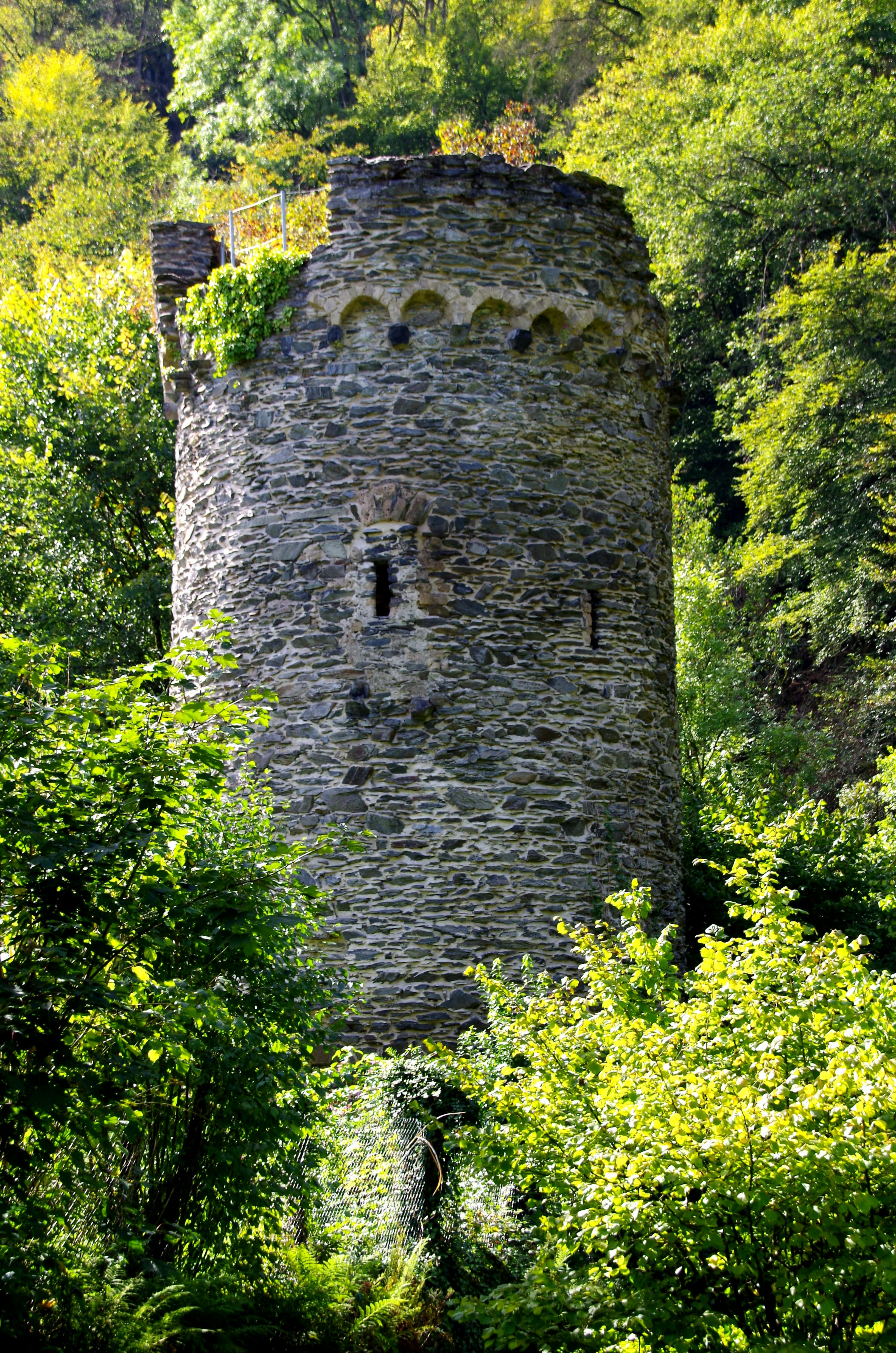
Wehrturm der Befestigung
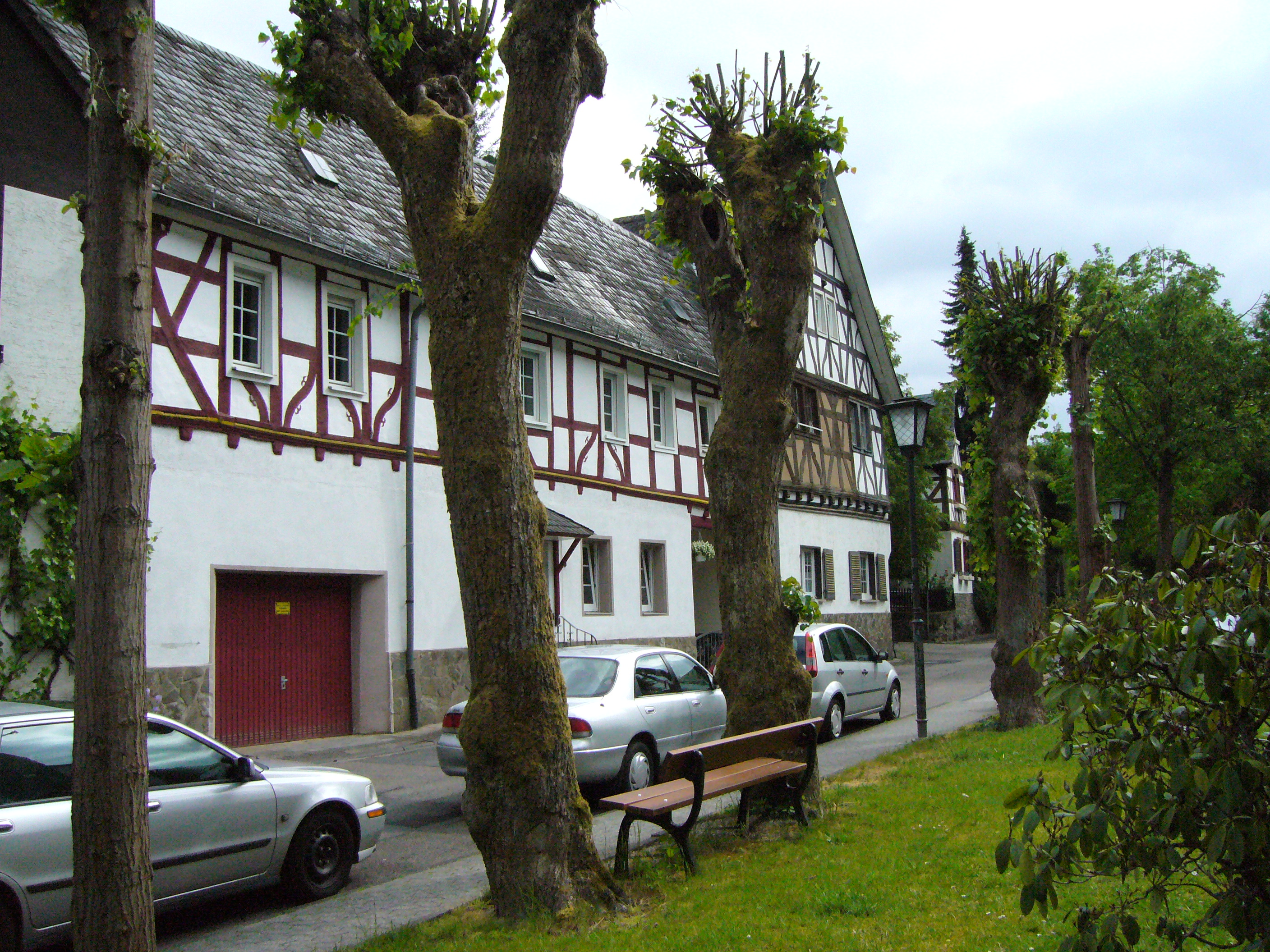
Altwied
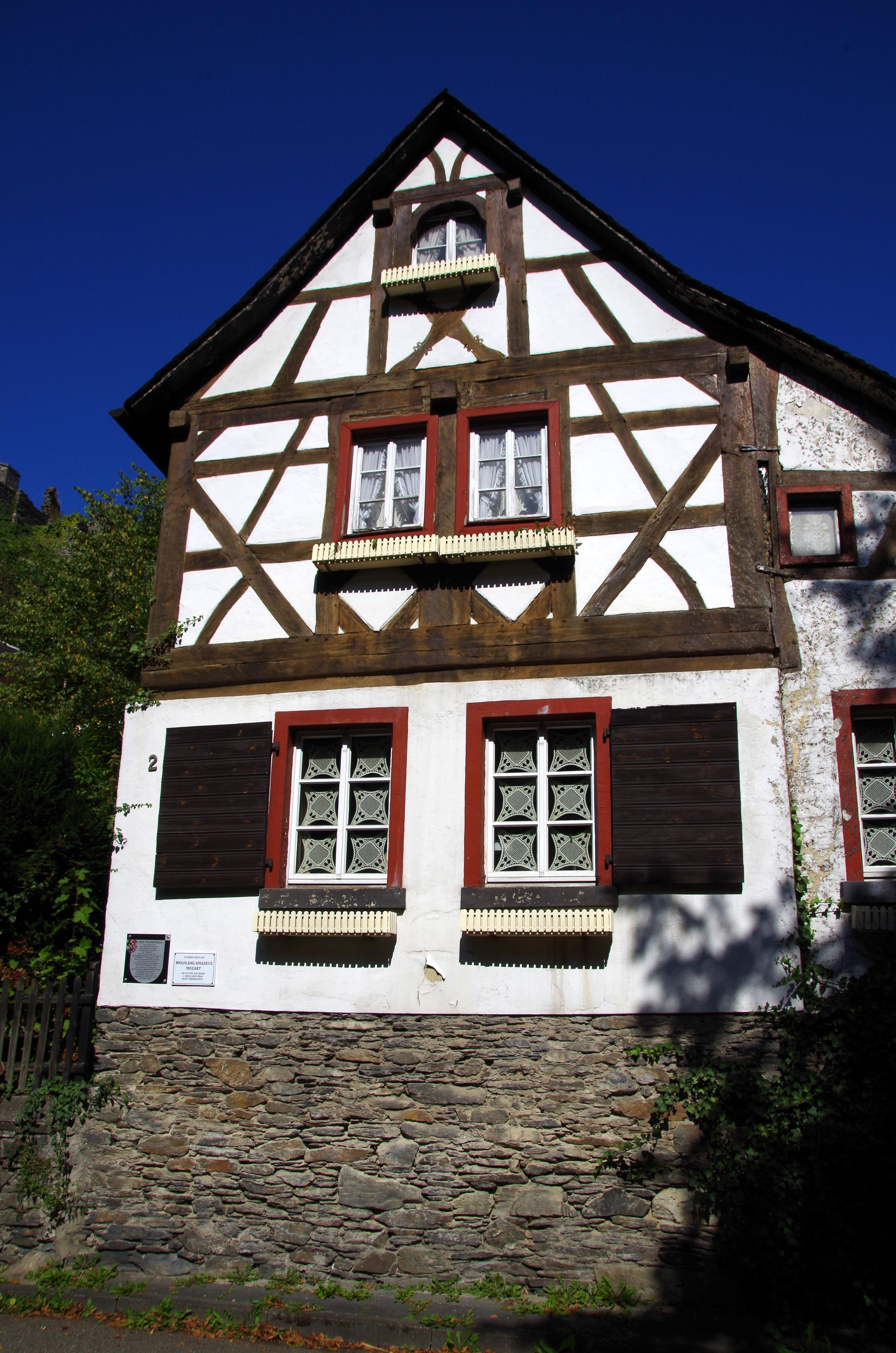
„Im Schmiedchen“ um 1710
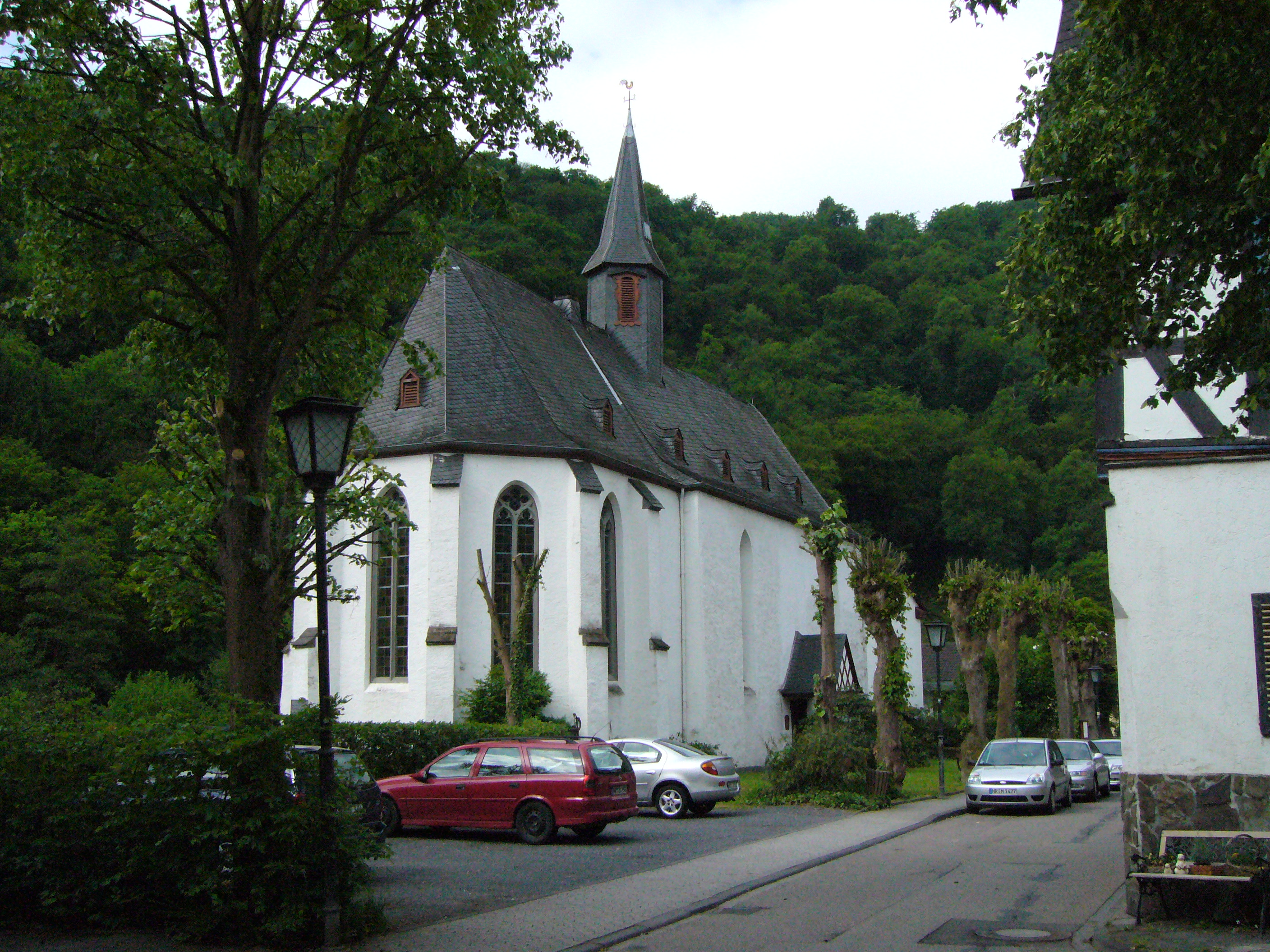
Altwied, Evangelische Pfarrkirche
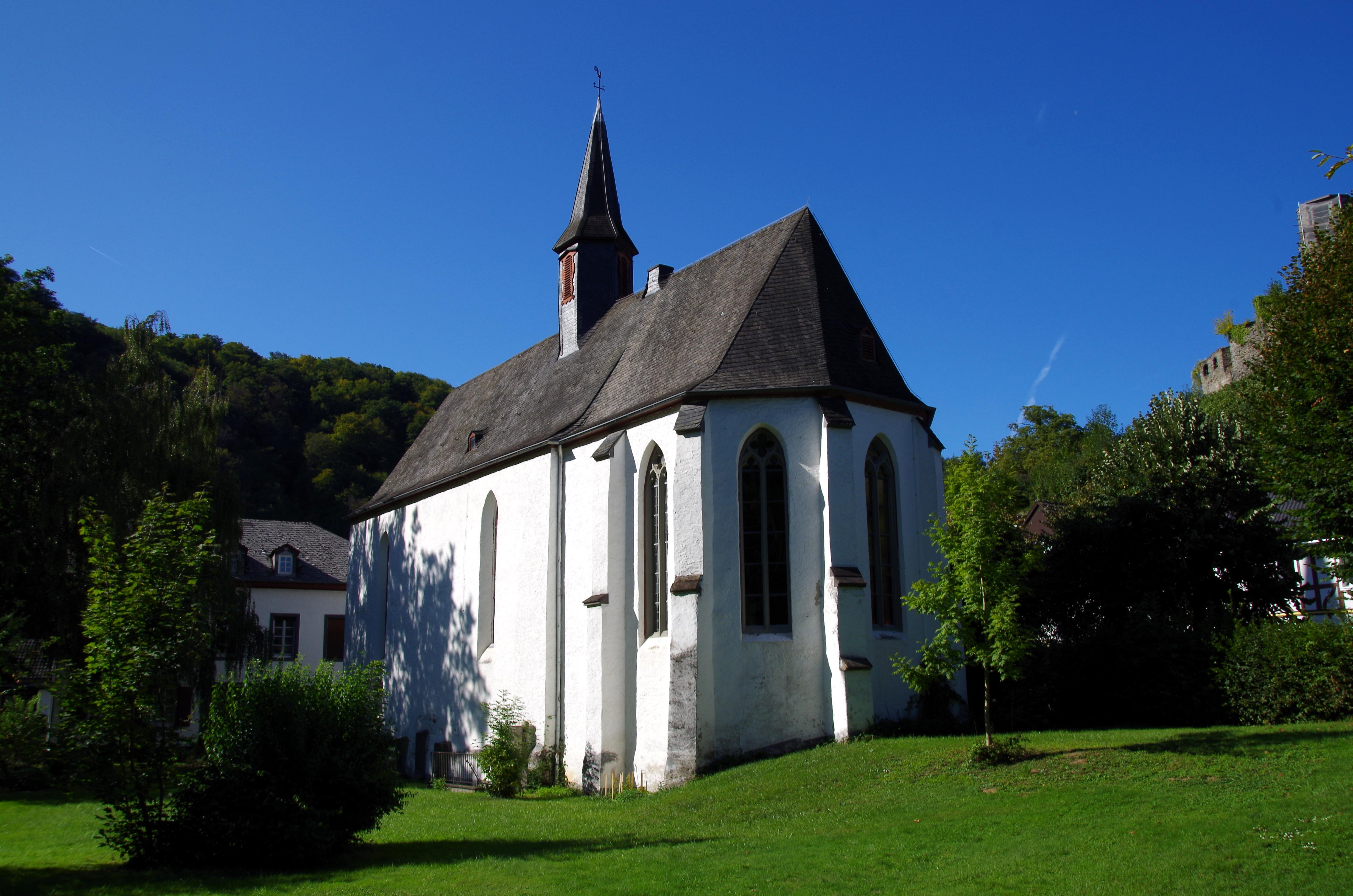
Antoniuskapelle, Südostseite
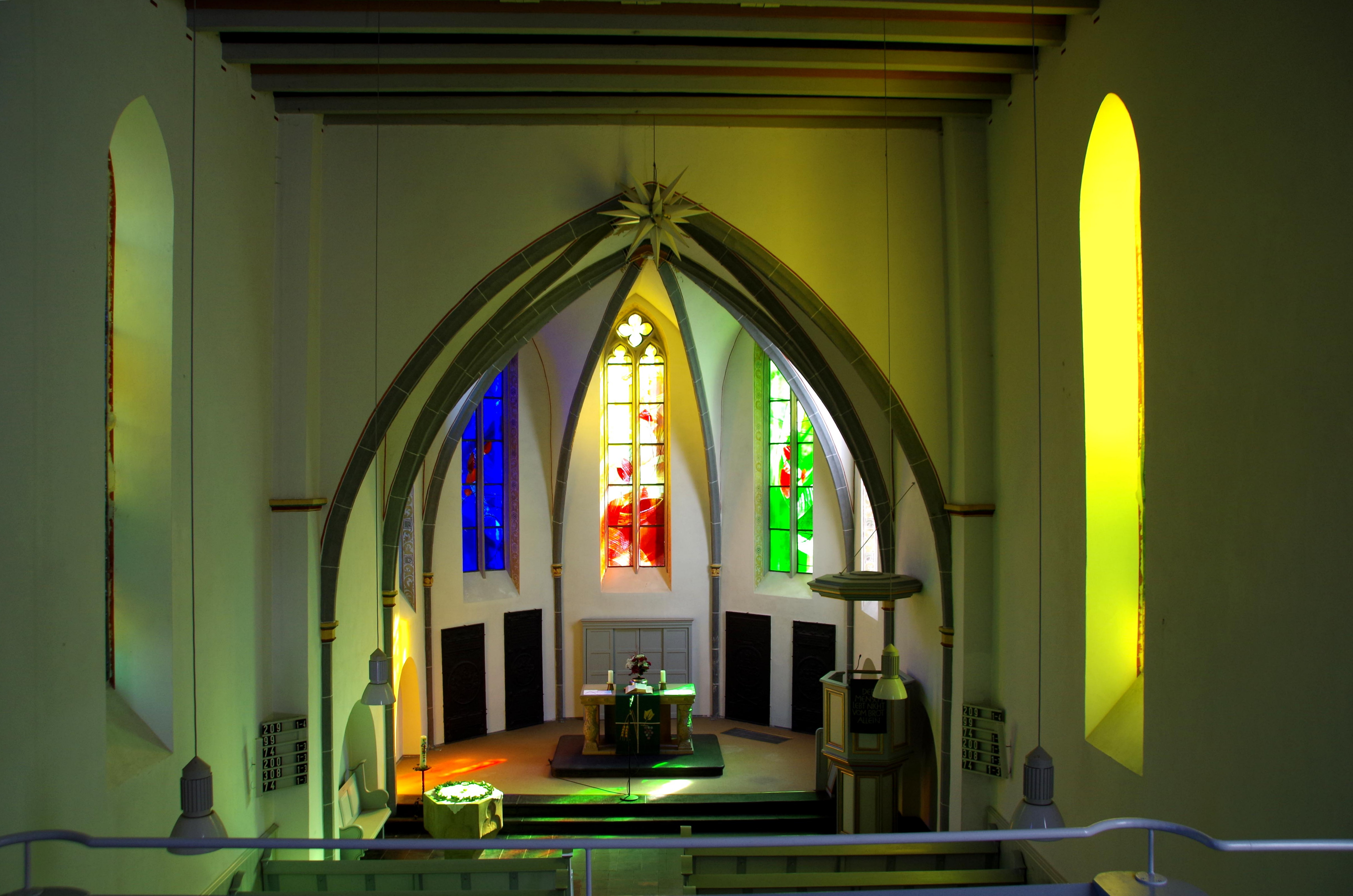
Antoniuskapelle, Blick von der Empore
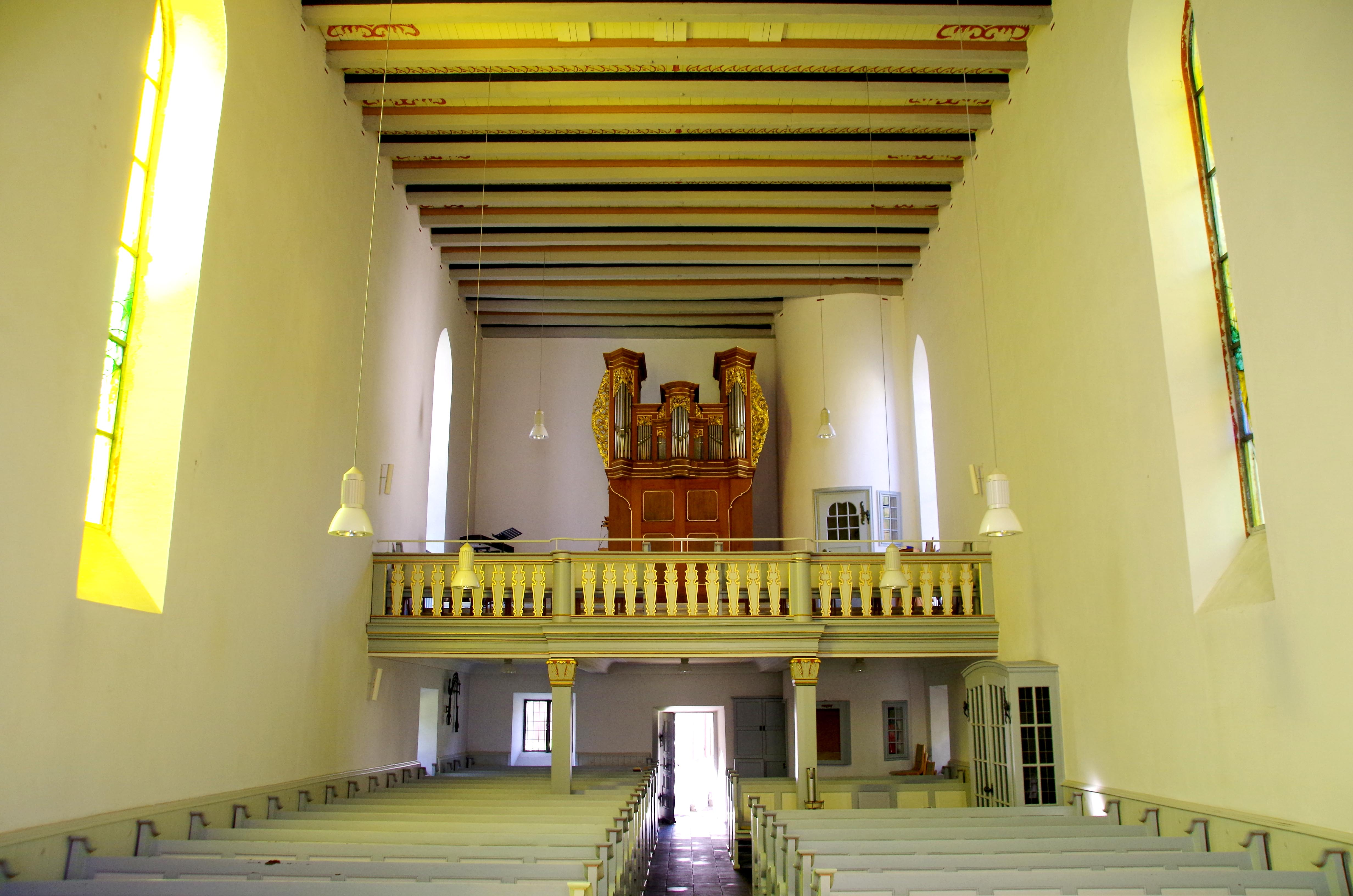
Antoniuskapelle, Blick durchs Langhaus zur Westempore
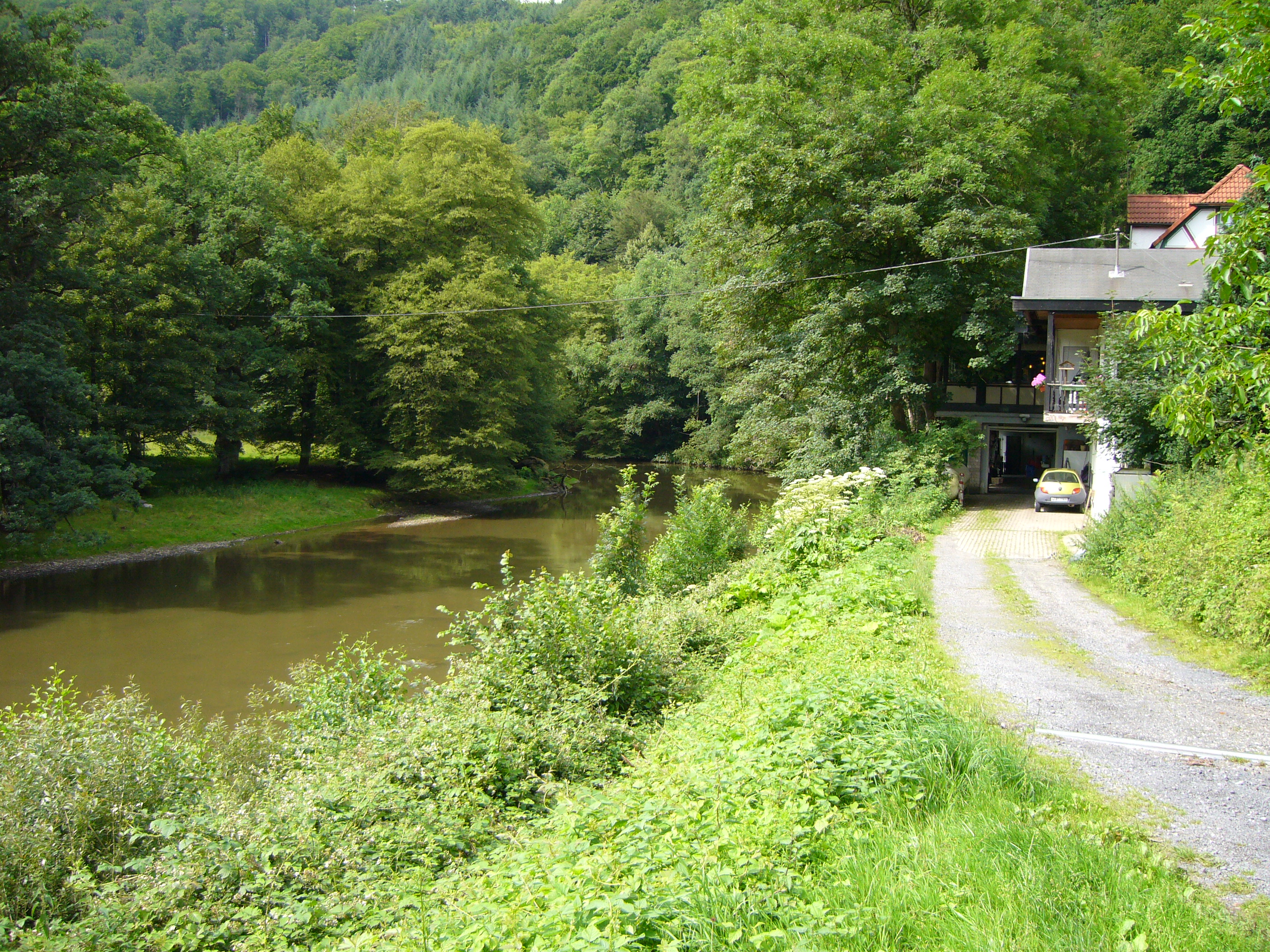
Altwied, Laubachs-Mühle
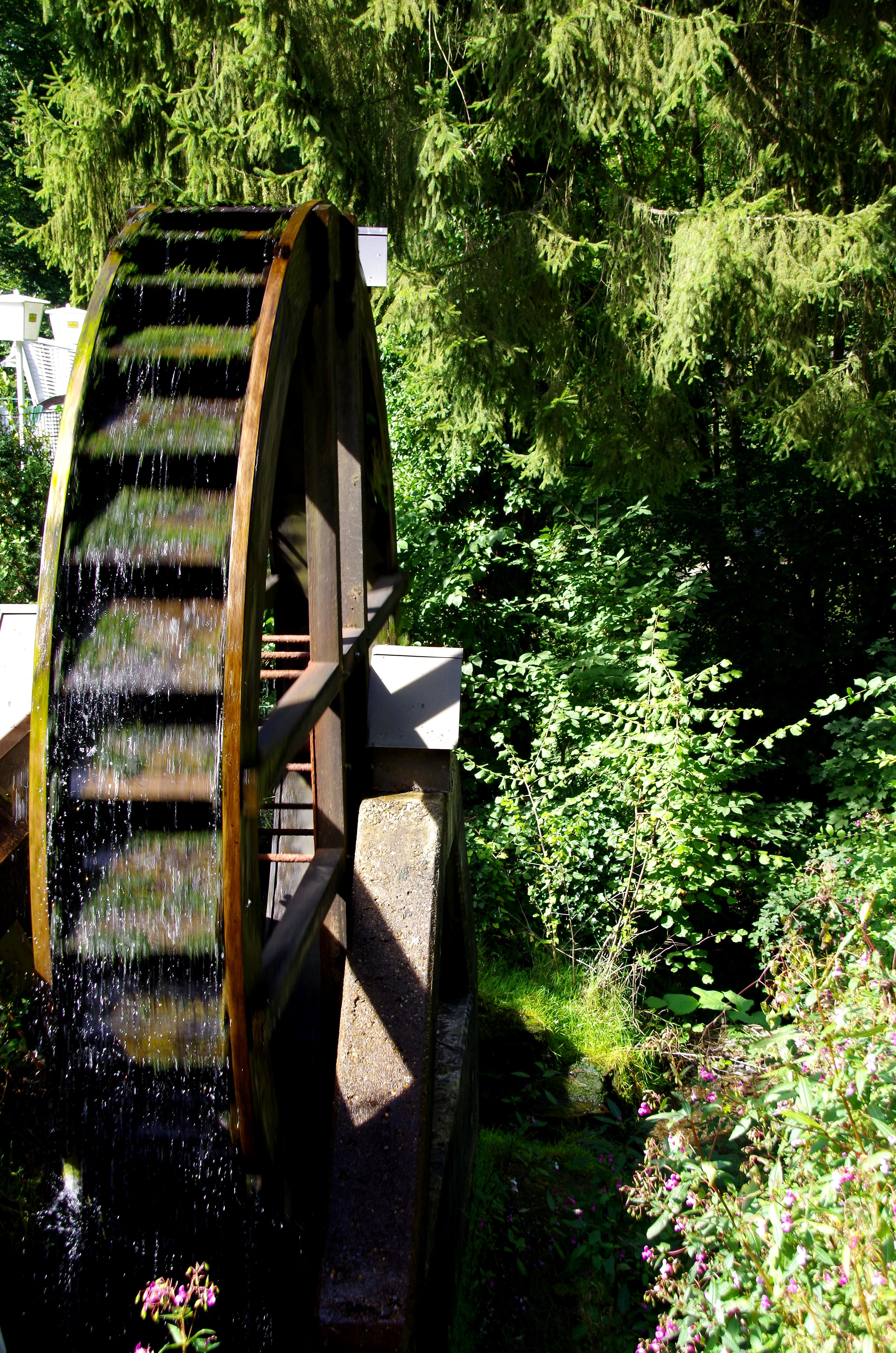
Mühlrad der Laubachs-Mühle
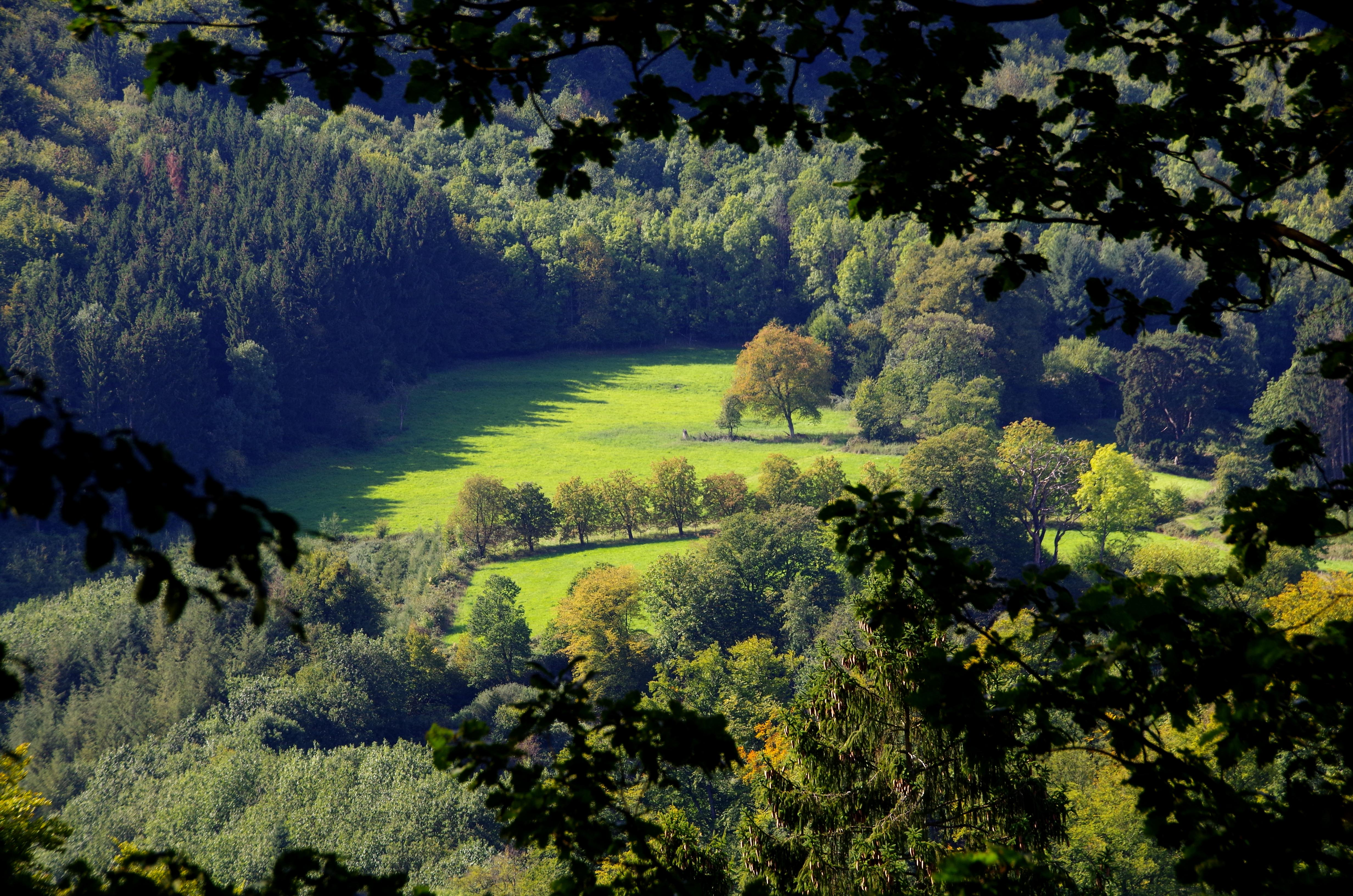
Almblick ins Wiedtal
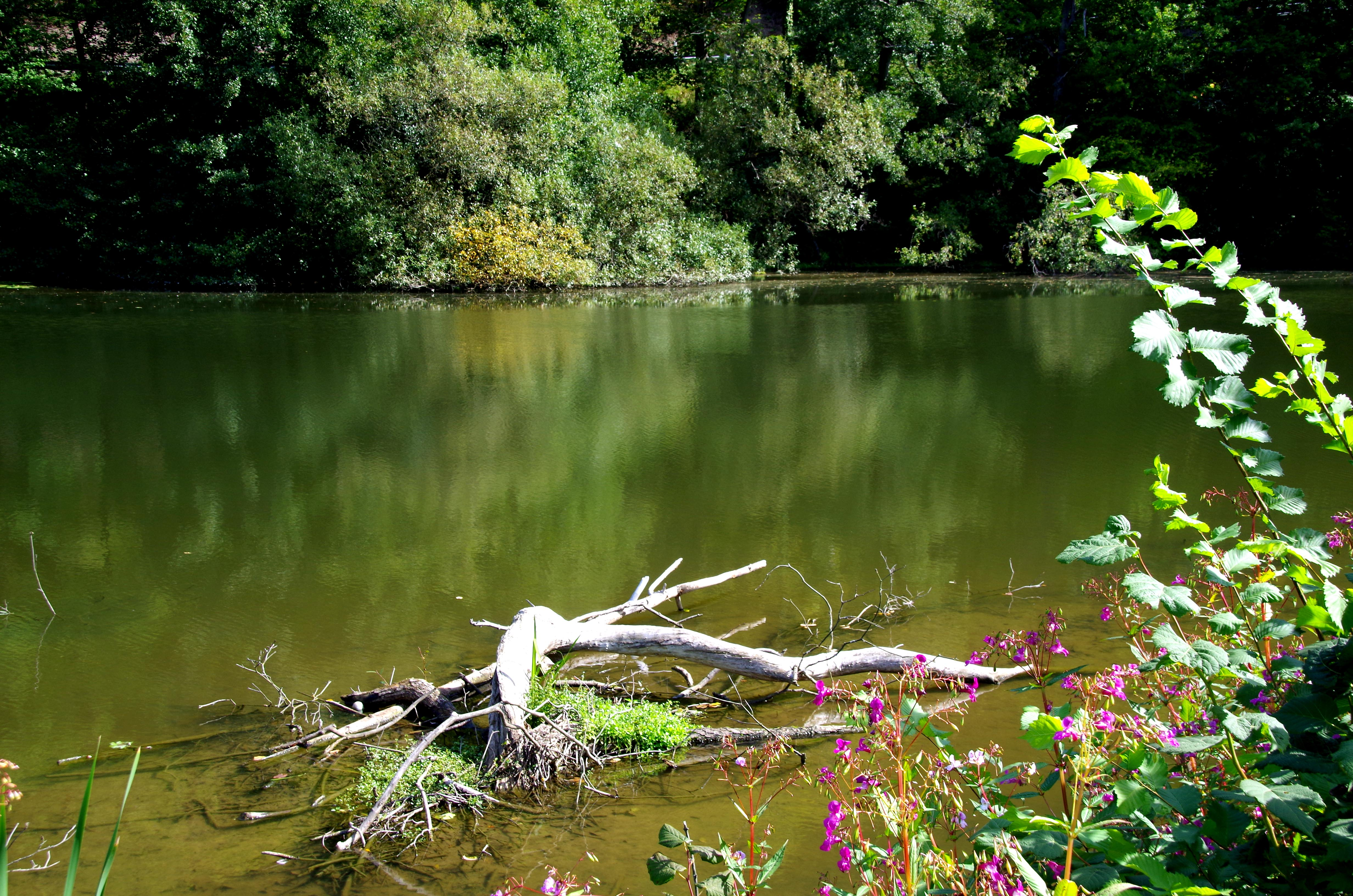
Am Flusslauf der Wied